# 4-羟基-2,2,6,6-四甲基-1-氧化哌啶
4-羟基-2,2,6,6-四甲基-1-氧化哌啶(4-羟基-TEMPO，TEMPOL）是一种有机化合物，化学式为C9H18NO2。在工业上，它可由下图所示方法合成：
它和乙酰氯反应，可以得到4-乙酰氧基-TEMPO；类似地，它和甲磺酰氯反应，可以得到4-甲磺酰氧基-TEMPO。